# Fiodor Michtchenko
Fiodor Guérassimovitch Michtchenko (en russe : Фёдор Герасимович Мищенко ; en ukrainien : Федір Герасимович Міщенко), né 6/18 février 1848 à Prilouki dans le gouvernement de Poltava et mort le 28 octobre/10 novembre 1906 à Kiev, est un historien russe, spécialiste de l'antiquité, traducteur du grec et du latin. Il est professeur, docteur de littérature grecque, professeur de l'université impériale de Kazan, membre-correspondant de l'Académie des sciences de Saint-Pétersbourg (1895).

## Biographie
Fiodor Michtchenko étudie au lycée classique no 2 de Kiev, puis à la faculté d'histoire de l'université de Kiev dont il est diplômé en 1870. Il travaille pendant deux ans ensuite en Allemagne, en France et en Italie, surtout sur des manuscrits antiques. Il assiste entre autres aux cours de Friedrich Wilhelm Ritschl, de Georg Curtius et de Charles Gros. Il enseigne pendant deux ans à l'université de Kiev. Il soutient sa thèse de 3e cycle intitulée Le rapport de la tragédies de Sophocle au poète moderne de la réalité (Kiev, 1874), devenant magister et recevant le titre de dozent. En 1881, il soutient sa thèse de doctorat d'État intitulée Essai d'histoire du rationalisme dans la Grèce antique, puis continue d'enseigner dans cette université (1872-1884).
Le 12 juin 1884, le vice-ministre de l'Intérieur Piotr Orjevski, signale: « Les informations récemment reçues par le département de police de diverses sources ont complètement mis au jour l'opposition extrêmement préjudiciable au gouvernement des professeurs Mouromtsev, Michtchenko, Dril et Sitsianko, à propos desquels il y avait des instructions avant cela, indiquant leur manque de fiabilité politique »; concernant Michtchenko, la note ajoute il « est connu du département de police comme une personnalité dont le manque de fiabilité politique ne fait aucun doute. En raison de son appartenance au groupe des ukrainophiles et de sa proximité avec le criminel d'État Ivan Bassov ». Le 25 juillet 1884, le professeur Michtchenko est licencié, bien qu'il ait nié ses liens avec les cercles socialistes.
En 1889, Michtchenko est nommé professeur ordinaire de l'université impériale de Kazan et devient rédacteur des Notes scientifiques de l'Université de Kazan («Учёные записки Казанского университета») qu'il édite lui-même. Il est en 1890 membre de la Société historique de l'université de Saint-Pétersbourg et il est élu en 1895 membre-correspondant de l'académie impériale des sciences.
L'activité scientifique de Michtchenko s'est exprimée dans un certain nombre d'articles grands et petits sur des questions du domaine des antiquités grecques et de l'histoire de la littérature grecque et dans des traductions exemplaires en russe des œuvres les plus importantes de la littérature historique grecque antique avec l'ajout d'un examen critique approfondi et d'une étude sur l'auteur et des notes explicatives détaillées pour chaque traduction.
Il publie des traductions de la Géographie de Strabon (Moscou, 1879), Histoires d'Hérodote (tomes 1-2, Moscou, 1885-1886), La Guerre du Péloponnèse de Thucydide (tomes 1-2, Moscou, 1887-1888, avec introd.: « Thucydide et ses œuvres », Moscou, 1888; nouvelle éd. revue et corr. par Sergueï Jebeliov, tome 1-2, 1915), et Histoires de Polybe (tomes 1-3, Moscou, 1890-1899), les accompagnant de commentaires, d'articles introductifs et de postfaces.
Il collabore pendant longtemps à la Revue philologique (Филологическое обозрение) de Moscou.

## Quelques publications
- «Фиванская трилогия Софокла» [La trilogie thébaine de Sophocle] (Kiev, 1872),
- «Историко-литературное значение комедии Аристофана „Облака“» [Signification historique et littéraire de la comédie Nuages d'Aristophane] (Kiev, 1872),
- «Божество Промефей в трагедии Эсхила» [La divinité de Prométhée dans la tragédie d'Eschyle ] (univ. de Kiev, 1877),
- «Греция под римским владычеством» [La Grèce sous domination romaine] (Revue du minist. de l'Instruction publique, 1877),
- «Торговые сношения Афинской республики с Босфором» [Relations commerciales de la République d'Athènes avec le Bosphore] (Kiev, 1878),
- «О причинах политического упадка Греции» [Sur les causes du déclin politique de la Grèce] (Slovo, 1880),
- «Эллинская цивилизация» [La Civilisation hellénistique] (univ. de Kiev, 1879),
- «Доисторическая Греция» [La Grèce préhistorique] (Kiev; 1878),
- «Легенды о царских скифах у Геродота» [Légendes des Scythes royaux d'Hérodote ] (Saint-Pétersbourg, 1886),
- «Не в меру строгий суд над Геродотом» [Strict procès d'Hérodote] (Revue du minist. de l'Instr. publique, 1886),
- «К вопросу о времени и порядке составления Фукидидом истории Пелопоннесской войны» [Sur la question du temps et de l'ordre de la compilation de l'histoire de la guerre du Péloponnèse par Thucydide ] (Saint-Pétersbourg, 1887),
- «Изучение античного мира в зависимости от успехов науки и просвещения» [L'étude du monde antique, en fonction du succès de la science et de l'éducation] (Kazan, 1893)

Il est l'auteur de nombreux articles sur l'histoire de la Grèce et la littérature grecque antique pour l'Encyclopédie Brockhaus et Efron.